# Nicolas Sarrabat
Frère Nicolas Sarrabat ou Sarabat (7 février 1698 - 27 avril 1739), aussi connu comme Nicolas Sarrabat de la Baisse, est un mathématicien et scientifique français du XVIIIe siècle. 

## Éléments biographiques
Il est né à Lyon;  il est le fils du peintre Daniel Sarrabat (1666 - 1748), et le neveu du graveur Isaac Sarrabat. Les Sarrabat formaient une famille prospère d'horlogers, bourgeois protestants, même si le père de Nicolas s'est converti au catholicisme.
Sarrabat a manifesté le goût pour l'étude dès son plus jeune âge. On dit qu'il a entrepris ses études sans en parler à ses parents; ils n'ont été mis au courant qu'au moment où Nicolas a soutenu sa thèse au Collège de la Trinité de Lyon en présence de son père, qui avait été tenu dans l'ignorance jusqu'à ce moment. Il est entré dans l'ordre des Jésuites, et a travaillé comme professeur de mathématiques à Marseille.

## Œuvres scientifiques
Les centres d'intérêt scientifiques de Sarrabat semblent avoir été très variés. L'Académie Royale des Belles-lettres, Sciences et Arts de Bordeaux lui a attribué différents prix pour ses travaux : l'un d'eux était pour un essai sur le magnétisme, la Nouvelle hypothèse sur les variations de l'aiguille aimantée, qui soutenait qu'un feu sphérique comme celui du cœur de la Terre était à l'origine de la force provoquant l'expulsion de la matière magnétique.
En 1730, il publie la Dissertation sur les causes et les variations des vents, qui cherche à expliquer l'origine des vents par l'action du Soleil sur l'atmosphère terrestre. Ses plus fameuses expériences concernent l'immersion des racines de plantes vivantes dans le jus rouge des baies de Phytolacca afin d'observer la circulation. Quand l'Académie, pensant éloigner Sarrabat, dont la présence décourageait les autres auteurs, a décidé qu'un auteur ne peut pas gagner le même prix trois fois, il a présenté son mémoire, Sur la circulation de la sève des plantes, sous le pseudonyme de "Monsieur de la Baisse", mais il a néanmoins dévoilé sa vraie identité,. Le genre de plante Baissea est appelé d'après son nom - ou plus exactement d'après son pseudonyme - en honneur de son travail.
En 1735-36 Sarrabat voyage avec le Chevalier de Caylus - un capitaine de marine et frère du Comte de Caylus - au travers de la Méditerranée pour une excursion archéologique aux îles de Milos et de Malte, décrivant ses expériences dans une série de lettres excitées et spirituelles au Marquis de Caumont. Bien que Caylus fût issu d'une famille connue pour son jansénisme, le Jésuite Sarrabat noue une grande amitié avec lui, le décrivant comme "un très aimable homme". Caylus et Sarrabat marchent à l'intérieur de Milo, découvrant et dénichant toute une série de ruines anciennes très près de l'endroit où a été découverte la Vénus de Milo quelques années plus tard.

## Astronomie
Sarrabat s'est aussi intéressé à l'astronomie, et est connu dans ce domaine pour avoir découvert une comète exceptionnelle, la Comète de 1729 (Comète Sarrabat) : on estime qu'elle a été la plus grosse comète, avec la magnitude absolue  la plus grande — un record. Sarrabat a découvert la comète sans l'aide d'un télescope, bien qu'il ne fût pas sûr au début qu'il ne s'agît pas d'une partie de la Voie lactée. Dans la littérature astronomique, son nom est souvent écrit "Sarabat", suivant l'appellation utilisée par Jacques Cassini, qui a poursuivi les observations de cette comète.
Un collègue le décrit comme "grand, avec un comportement qui démontre la passion pour la hauteur de sa pensée, le comportement d'un vrai homme de bien".
Sarrabat est décédé en 1739, alors qu'il était en déplacement à Paris pour un travail officiel, ou selon certaines sources, à la recherche d'un traitement pour une maladie de foie.